# Рёшвог
Рёшвог (фр. Roeschwoog) — коммуна на северо-востоке Франции в регионе Гранд-Эст (бывший Эльзас — Шампань — Арденны — Лотарингия), департамент Нижний Рейн, округ Агно-Висамбур, кантон Бишвиллер. До марта 2015 года коммуна в составе кантона Бишвиллер административно входила в округ Агно.
Площадь коммуны — 9,75 км², население — 2078 человек (2006) с тенденцией к росту: 2291 человек (2013), плотность населения — 235,0 чел/км².

## Население
Население коммуны в 2011 году составляло 2205 человек, в 2012 году — 2248 человек, а в 2013-м — 2291 человек.
| 1962 | 1968 | 1975 | 1982 | 1990 | 1999 | 2006 | 2008 | 2011 | 2012 | 2013 |
| ---- | ---- | ---- | ---- | ---- | ---- | ---- | ---- | ---- | ---- | ---- |
| 1247 | 1309 | 1421 | 1539 | 1573 | 1905 | 2078 | 2128 | 2205 | 2248 | 2291 |

Динамика населения:

## Экономика
В 2010 году из 1470 человек трудоспособного возраста (от 15 до 64 лет) 1173 были экономически активными, 297 — неактивными (показатель активности 79,8 %, в 1999 году — 75,8 %). Из 1173 активных трудоспособных жителей работали 1125 человек (630 мужчин и 495 женщин), 48 числились безработными (22 мужчины и 26 женщин). Среди 297 трудоспособных неактивных граждан 100 были учениками либо студентами, 97 — пенсионерами, а ещё 100 — были неактивны в силу других причин.

## Достопримечательности (фотогалерея)
- Церковь
- Интерьер
- Орган (1808)
- Казематы (север)
- Казематы (юг)
- Здание мэрии
- Медиацентр